# 筑羅が沖
筑羅が沖（ちくらがおき）は、中世の物語草子や幸若舞・説経節などの語り物にあらわれる架空の海の名。日本、朝鮮、中国（唐土）との潮境にあったとされる海。対馬の沖合にあたる。「築羅が沖」「舳羅が沖」とも書く。
奥浄瑠璃『田村三代記』では、立烏帽子の託宣のとおり田村将軍に明石の高丸退治の宣旨が下り、近江国蒲生が原で三日三夜の戦いの末に高丸に常陸国鹿島へ引き退かれた。将軍が鹿島へ追いかけるも高丸が海へ飛び込み流れ着いたのが「唐と日本の汐境の築羅が沖」であり城郭を構えた。将軍は立烏帽子と二人で神通の車で大空を飛び三日三夜で築羅が沖に到着したとある。